# João Guimarães Rosa
João Guimarães Rosa (Cordisburgo, 27 giugno 1908 – Rio de Janeiro, 19 novembre 1967) è stato uno scrittore, medico e diplomatico brasiliano, da molti ritenuto il maggiore scrittore nato nel suo paese nel XX secolo.
Il suo lavoro più noto è Grande Sertão, talvolta ritenuto l'equivalente brasiliano dell'Ulisse di James Joyce.

## Biografia
Guimarães Rosa nacque a Cordisburgo, nello Stato del Minas Gerais, primo dei sei figli di Florduardo Pinto Rosa e Francisca Lima Guimarães.
Sin dall'infanzia si distinse per la passione per le lingue, a partire dal francese, appreso all'età di soli sette anni.
Ancora bambino si trasferì nella casa dei nonni a Belo Horizonte, dove terminò le scuole elementari.
Nel 1925, a soli sedici anni, si iscrisse alla facoltà di medicina dell'Università del Minas Gerais.
Il 27 giugno 1930 si sposò con Lígia Cabral Penna, una ragazza sei anni più giovane di lui, dalla quale ebbe due figlie, Vilma e Agnes.
Lo stesso anno conseguì la laurea e iniziò il tirocinio come medico a Itaguara, proseguito poi nel comune di Itaúna, nel Minas Gerais, ove rimase per circa due anni.
Fu in questa città che venne a contatto per la prima volta col mondo del sertão, l'entroterra semiarido del Brasile, territorio da cui avrebbe tratto ispirazione per molte delle sue opere.
Di ritorno a Itaguara, Guimarães Rosa operò come medico volontario nella Força Pública durante la rivoluzione Costituzionalista del 1932: fu in quel periodo che conobbe il futuro presidente Juscelino Kubitschek, all'epoca anch'egli medico praticante.
Nel 1933 fu a Barbacena come medico del 9º battaglione di fanteria.
Per gran parte della sua vita, però, Guimarães Rosa avrebbe svolto ruoli diplomatici in Europa e America Latina.
Sua seconda moglie fu Aracy de Carvalho, che in Germania contribuì a salvare un gran numero di ebrei durante il nazismo.
L'opera che lo fece entrare da protagonista nella letteratura brasiliana fu Sagarana (1946), un'antologia di racconti ambientati nel sertão; ma la carriera diplomatica gli impedì di pubblicare ancora fino al 1956, anno di uscita dell'altra raccolta Corpo di Ballo.
Tuttavia il riconoscimento unanime della critica nei confronti della genialità dello scrittore brasiliano si deve al già citato Grande Sertão (la cui pubblicazione avvenne anch'essa nel 1956), una monumentale storia di sparatorie, amori e altre avventure che si dipanano in un mondo dalle sfumature fantastiche, in cui la prosa e le trovate di Guimarães Rosa possono dipanarsi al meglio.
Nel 1963 le sue opere gli valsero l'ammissione con voto unanime nell'Accademia Brasileria de Letras (Accademia brasiliana delle lettere), ma egli poté occupare il posto solo nel 1967, tre giorni prima della sua morte, avvenuta a Rio de Janeiro e provocata da un attacco cardiaco.

## Opere
- 1929: Caçador de camurças, Chronos Kai Anagke, O mistério de Highmore Hall e Makiné
- 1936: Magma
- 1946: Sagarana (Sagarana, o Duelo), Milano, Feltrinelli, 1994
- 1947: Com o Vaqueiro Mariano
- 1956: Corpo di ballo (Corpo de Baile), Milano, Feltrinelli, 1964
- 1956: Grande Sertão: Veredas, Milano, Feltrinelli, 1970
- 1962: Le sponde dell'allegria (Primeiras Estórias), Torino, SEI, 1988
- 1967: Tutameia: terze storie (Tutaméia? Terceiras Estórias), Roma, Del Vecchio, 2015
- 1968: Em Memória de João Guimarães Rosa (postumo)
- 1969/70: Estas Estórias e Ave, Palavra (postumo)
- Buriti (racconto), Milano, Feltrinelli, 1985
- Soroco, Sua Mãe, Sua Filha (racconto)